# Independence, Minnesota
Independence är en ort i Hennepin County i Minnesota. Vid 2010 års folkräkning hade Independence 3 504 invånare.